# Годфрид Амьенский
Годфрид Амьенский (фр. Geoffroy d'Amiens, 1066—1115) — епископ Амьена, канонизирован в Католической церкви.

## Биография
Годфрид родился в имении Муленкур рядом с Суассоном в 1066 году, он был третьим ребёнком в дворянской семье. Его дядя, епископ Суассона, направил его для получения образования в монастырь неподалёку от Перонна. В возрасте 25 лет Годфрид принял таинство священства, после чего был назначен аббатом монастыря Ножан-су-Куси (Nogent-sous-Coucy).
В 1104 году Годфрид был назначен епископом Амьена. В бытность епископом проповедовал необходимость улучшения отношения к крестьянству и бедноте, предупреждая о возможности крестьянских восстаний. Из-за этого у епископа не сложились отношения с дворянством и знатью Амьена, Годфрид предпочитал проводить время не в Амьене, а в монастыре Гранд-Шартрёз, ведя там жизнь отшельника. В 1115 году вернулся в Амьен по призыву населения города.
Умер 8 ноября 1115 года в аббатстве Сан-Крепен в Суассоне.